# Aborto en Perú
Actualmente el aborto en el Perú es ilegal, salvo en caso de amenaza a la vida o salud de la mujer. La pena para una mujer que consiente un aborto puede ser de hasta dos años de prisión; pero esto no sucede en la práctica, ya que no ha existido ningún caso de mujer alguna que haya sido encarcelada por abortar. Sin embargo, 571 mujeres han sido llevadas a juicio por abortar entre 2010 y 2019, y 62 han sido condenadas (sin prisión efectiva). La pena para una persona que realiza un aborto inducido ilegal puede ser de uno a cinco años de prisión. 
Cerca del 19% de las mujeres peruanas han tenido un aborto según la Pontificia Universidad Católica del Perú, una tasa cercana a la media mundial del 25%. Una encuesta de 2005 mostró que 17,5% de la mortalidad materna en Perú fue causada por el aborto. Se estima que en Perú se realizan 371 420 abortos clandestinos por año; es decir, más de 1000 abortos al día. El 50,9 % de mujeres hospitalizadas por aborto incompleto son menores de 25 años. Asimismo, la Encuesta Nacional de la Juventud, elaborada en el 2012 por la Secretaría Nacional de la Juventud, indica que en el Perú el 11,4 % de jóvenes se practicaría un aborto ante un embarazo no deseado y el 35 % de mujeres jóvenes indicó que conoce a una persona que se ha practicado un aborto.
El aborto terapéutico en el Perú es legal desde 1924. Una mujer puede acceder a un aborto terapéutico inclusive luego de las 22 semanas de embarazo, ya que el Código Penal no establece límites temporales. Sí se le prohíbe, significaría una violación del derecho a la vida y la salud de las mujeres. Este procedimiento solo se permite en casos donde la vida o la salud de la mujer esté en riesgo, siendo supervisado por profesionales de la salud.
En el 2014 se promulgó la Guía Técnica Nacional para la estandarización del procedimiento de la atención integral de la gestante en la Interrupción Voluntaria por indicación terapéutica del embarazo menor de 22 semanas con consentimiento. La Primera Sala Civil de la Corte Superior de Lima ratificó la constitucionalidad en 2020.
El 26 de septiembre de 2014, ingresa al Congreso peruano, con 64 261 firmas válidas, la iniciativa ciudadana para despenalizar el aborto en casos de violación sexual, inseminación artificial o transferencia de óvulos no consentida. El 7 de octubre, el proyecto de ley es designado a las comisiones de Justicia y Derechos Humanos, y Constitución y Reglamento del Congreso.
El 4 de noviembre de 2014, la comisión de constitución del Congreso debate la despenalización del aborto por violación. El 26 de mayo de 2015, la comisión de justicia del Congreso decidió archivar con 4 votos a favor, 1 en contra y 2 abstenciones.
Para 2023, según La República, Perú es el único país de Latinoamérica en negar el aborto terapéutico a menores 3 veces.

## Regulación jurídica
El aborto en el ordenamiento jurídico peruano:

### Código Penal Peruano - artículos 114 a 120
En el capítulo II del Libro Segundo del Código Penal Peruano, 6 artículos son dedicados a delitos de aborto que reciben condena. El único que no es penado es el aborto terapéutico.

Capitulo II: Aborto

Autoaborto

Artículo 114.- La mujer que causa su aborto, o consiente que otro le practique, será reprimida con pena privativa de libertad no mayor de dos años o con prestación de servicio comunitario de cincuenta y dos a ciento cuatro jornadas.

Aborto consentido

Artículo 115.- El que causa el aborto con el consentimiento de la gestante, será reprimido con pena privativa de libertad no menor de uno ni mayor de cuatro años.

Si sobreviene la muerte de la mujer y el agente pudo prever este resultado, la pena será no menor de dos ni mayor de cinco años.

Aborto sin consentimiento

Artículo 116.- El que hace abortar a una mujer sin su consentimiento, será reprimido con pena privativa de libertad no menor de tres ni mayor de cinco años.

Si sobreviene la muerte de la mujer y el agente pudo prever este resultado, la pena será no menor de cinco ni mayor de diez años.

Agravación de la pena por la calidad del sujeto.

Artículo 117.- El médico, obstetra, farmacéutico, o cualquier profesional sanitario, que abusa de su ciencia o arte para causar el aborto, será reprimido con la pena de los artículos 115 y 116 e inhabilitación conforme al artículo 36, incisos 4 y 8.

Aborto preterintencional

Artículo 118.- El que, con violencia, ocasiona un aborto, sin haber tenido el propósito de causarlo, siendo notorio o constándole el embarazo, será reprimido con pena privativa de libertad no mayor de dos años, o con prestación de servicio comunitario de cincuenta y dos a ciento cuatro jornadas.

Aborto terapéutico

Artículo 119.- No es punible el aborto practicado por un médico con el consentimiento de la mujer embarazada o de su representante legal, si lo tuviere, cuando es el único medio para salvar la vida de la gestante o para evitar en su salud un mal grave y permanente.

Aborto sentimental y eugenésico

Artículo 120.- El aborto será reprimido con pena privativa de libertad no mayor de tres meses:

1.Cuando el embarazo sea consecuencia de violación sexual fuera de matrimonio o inseminación artificial no consentida y ocurrida fuera de matrimonio, siempre que los hechos hubieren sido denunciados o investigados, cuando menos policialmente; o

2. Cuando es probable que el ser en formación conlleve al nacimiento graves taras físicas o psíquicas, siempre que exista diagnóstico médico.

### La Ley del Aborto en el Perú
Actualmente en el Perú es posible practicarse legalmente un aborto con fines terapéuticos, es decir, cuando la interrupción del embarazo es la única forma de salvar la vida de la gestante o evitar en su salud un mal grave o permanente.
El aborto terapéutico se encuentra reglamentado a través de la Resolución Ministerial No.486-2014-MINSA, por medio de la cual se aprobó, en junio de 2017, la Guía Técnica Nacional para la estandarización del procedimiento de la Atención Integral de la gestante en la Interrupción Voluntaria por Indicación Terapéutica del Embarazo menor de 22 semanas con consentimiento informado en el marco de lo dispuesto en el artículo 119° del Código Penal.Esta guía considera los siguientes motivos para poder practicar el aborto terapéutico:
1. Embarazo ectópico tubárico, ovárico, cervical.
2. Mola hidatiforme parcial con hemorragia de riesgo materno.
3. Hiperemesis gravídica refractaria al tratamiento con deterioro grave hepático y/o renal.
4. Neoplasia maligna que requiera tratamiento quirúrgico, radioterapia y/o quimioterapia.
5. Insuficiencia cardíaca congestiva clase funcional 111-IV por cardiopatía congénita o adquirida (valvulares y no valvulares) con hipertensión arterial y cardiopatía isquémica refractaria a tratamiento.
6. Hipertensión arterial crónica severa y evidencia de daño de órgano blanco.
7. Lesión neurológica severa que empeora con el embarazo.
8. Lupus Eritematoso Sistémico con daño renal severo refractario a tratamiento.
9. Diabetes Mellitus avanzada con daño de órgano blanco.
10. Insuficiencia respiratoria severa demostrada por la existencia de una presión parcial de oxígeno < 50 mm de Hg y saturación de oxígeno en sangre < 85%.y con patología grave; y
11. Cualquier otra patología materna que ponga en riesgo la vida de la gestante o genere en su salud un mal grave y permanente, debidamente fundamentada por la Junta Médica.

La ley de 1985 es muy diferente a la nueva ley que se estableció actualmente; el aborto estaría permitido con causas diferentes con respecto a cuantas semanas se tiene el embarazo:
- Si la gestante quisiera interrumpir su embarazo antes de las primeras catorce semanas sin dar algún motivo o alguna causa del porqué lo está haciendo.
- Si la gestante tendría problemas graves o riesgos de perder la vida hasta las 22 semanas entonces se podría interrumpir el embarazo y en este caso el aborto sería legal.
- Y en el caso si se presenta problemas o anomalías fetales que sea detectado y diagnosticado por un médico y que el mismo lo confirme.

Según encuestas del MINSA, algunas de las causas que conllevan a una mujer a abortar son que ya tiene muchos hijos, que no es el momento propicio, porque no se tiene una pareja estable; por causas económicas solo aparece en un 28 % y el miedo a los padres, con un 5 %. En la base de distintas encuestas y entrevistas que se han hecho en América Latina a mujeres que han pasado por la experiencia de un aborto, se hallará una misma o similar matriz de respuesta.[cita requerida]
En marzo de 2018, grupos conservadores realizaron en el Perú la Marcha por la Vida con el fin de llamar la atención de la sociedad en torno a un tema altamente sensible como el aborto. Durante la jornada provida un grupo de activistas feministas se manifestó también solicitando la despenalización del aborto en el Perú. “El aborto terapéutico es legal en el Perú desde 1924”, afirma María Ysabel Cedano, directora general de la organización feminista DEMUS. El aborto terapéutico es aquel que se puede solicitar en hospitales y clínicas del país cuando hay una amenaza y daño permanente a la salud de la mujer. En 2023 se realizó una modificación del código civil que afectaría el uso de aborto terapéutico.

#### Aborto en el Código Penal
Establece que el aborto terapéutico no es penalizado si es practicado por un médico con el consentimiento de la mujer embarazada o de su representante legal, cuando es el único medio para salvar la vida de la gestante o para evitar dañar su salud, artículo 119 del Código Penal.
El artículo 120 establece penas menores para el aborto sentimental y eugenésico (privación de la libertad no mayor a 3 meses). Esto es cuando el embarazo sea consecuencia de violación sexual fuera de matrimonio o inseminación artificial no consentida y cuando es probable que el ser en formación conlleve al nacimiento graves taras físicas o psíquicas, siempre que exista diagnóstico médico.
En los artículos 114 a 117, se explica la pena y la duración para quien cometiere y realice un aborto. La mujer que causa su aborto, o consiente que otro le practique, será reprimida con pena privativa de libertad no mayor de dos años o con prestación de servicio comunitario de 52 a 104 jornadas. El que causa el aborto con el consentimiento de la gestante, será reprimido con pena privativa de libertad no menor de uno ni mayor de cuatro años, si causa la muerte de la mujer la pena será no menor de dos ni mayor de cinco años. En caso de que sea sin consentimiento de la mujer será reprimido con pena privativa de libertad no menor de tres ni mayor de cinco años y si en este proceso causa la muerte de esta la pena será no menor de cinco ni mayor de diez años. En caso de que estos hayan sido causados por un facultativo este será penalizado además con la inhabilitación del ejercicio de su profesión. Si se causa un aborto con violencia, sin haber tenido el propósito de causarlo será penalizado con privación de libertad no mayor de dos años, o con prestación de servicio comunitario.

## Estadísticas
De acuerdo a una encuesta realizada por el Instituto de Opinión Pública (IOP-PUCP) por encargo del Centro de Promoción y Defensa de los Derechos Sexuales y Reproductivos (Promsex), llevada a cabo entre el 15 al 29 de octubre de 2018, se concluyó lo siguiente:
- A nivel nacional, el 19% de mujeres se han realizado un aborto.

- El aborto ocurre a pesar de la prohibición legal que hay en el Perú. La práctica del aborto es transversal a todos los niveles socioeconómicos. Sin embargo, la mayor cantidad de mujeres que reportaron un aborto fueron de los estratos económicos medios y bajos.

- Las mujeres que reportan una experiencia de aborto son de todas las edades; pero se evidencia una mayor frecuencia entre mujeres jóvenes (menores de 30 años).
- El 58% de las mujeres acudieron a un profesional de salud para interrumpir el embarazo; la gran mayoría de mujeres de este grupo tuvo un aborto quirúrgico.
- Se observa que el método más usado es la intervención quirúrgica, el cual representa el 47%. El segundo método más usado son las pastillas, el cual representa el 34% de los abortos a nivel nacional.
- El 17% de mujeres que interrumpieron su embarazo con pastillas necesitaron ser hospitalizadas; mientras que este porcentaje asciende a 49% entre aquellas que tuvieron un aborto quirúrgico.